# HMS Seawolf (47S)
«Сівулф» (англ. HMS Seawolf (47S) — військовий корабель, підводний човен другої серії типу «S» Королівського військово-морського флоту Великої Британії часів Другої світової війни.
Підводний човен «Сівулф» був закладений 25 травня 1934 року на верфі компанії Scotts Shipbuilding and Engineering Company в Гріноку. 28 листопада 1935 року він був спущений на воду, а 12 березня 1936 року увійшов до складу Королівських ВМС Великої Британії. Субмарина брала активну участь у бойових діях на морі в Другій світовій війні; корабель бився у Північній Атлантиці, біля берегів Європи, в Арктиці, загалом здійснив 29 бойових походів.

## Історія
23 серпня 1939 року, напередодні початку Другої світової війни, 2-га британська флотилія підводних човнів у складі «Сіхорс», «Старфіш», «Старжен», «Сордфіш», «Сперфіш», «Стерлет», «Сівулф», «Окслі», «Тріумф», «Тритон», «Тісл» і «Санфіш» вирушили на свою військову базу в Данді, а британська 6-та флотилія підводних човнів «Андін», «Юніті», «Урсула», «L26», «L27» і «H32» передислокувалися до Блайта. 24 серпня Британське адміралтейство відправило п'ять підводних човнів 2-ї флотилії на позиції патрулювання між Шетландськими островами та Обрестадом, щоб перешкодити ймовірному прориву німецьких рейдерів; але вони вже пройшли лінію перехоплення й вийшли на визначені позиції.

### 1941
Наприкінці травня 1941 року після бою у Данській протоці, що сталася 24 травня 1941, під час якого німецька рейдерська група з лінійного корабля «Бісмарк» і важкого крейсера «Принц Ойген» потопили британський лінійний крейсер HMS «Худ» та пошкодили лінкор «Принц Уельський», британське адміралтейство вжило рішучих та активних заходів щодо пошуку та знищення капітальних кораблів противника.
Командувач підводними силами британського флоту віддав наказ на перехоплення німецьких кораблів шести підводним човнам («Сілайон», «Сівулф», «Старджен», «Пандора», «Тігріс» і H44), які висунулись на позиції 120 миль західніше Бреста.

### 1942
1 березня 1942 року з порту Рейк'явіка до Мурманська у супроводі ближнього ескорту вирушив конвой PQ 12, який налічував 16 вантажних суден зі стратегічно важливими матеріалами та військовою технікою для Радянського союзу. 5 березня до них на посилення супроводу прибули легкий крейсер «Кенія» та есмінці «Оффа» і «Орібі». 3 та 5 числа з Рейк'явіка та зі Скапа-Флоу відповідно вийшли сили далекого океанського супроводження. У той же час з Росії вийшов назустріч конвой QP 8. Місцем рандеву для транспортних конвою та кораблів ескорту визначався норвезький острів Ян-Маєн.
За даними британської розвідки на перехоплення транспортних конвоїв німці зібрали рейдову групу на чолі з лінкором «Тірпіц». Невдовзі після виходу німецького рейдера з норвезького фіорду підводний човен «Сівулф» виявив його у відкритому морі. Обидва угруповання кораблів здійснили спробу напасти на противника, але марно. Врешті-решт «Тірпіц» повернув додому, а 12 березня 1942 року конвой PQ 12 благополучно прибув до Мурманська, не втративши жодного корабля чи судна.
18 березня 1942 року «Сівулф» у Норвезькому морі торпедною атакою намагався знищити німецький підводний човен U-586, проте невдало.
У травні 1942 року підводний човен «Сівулф» входив до сил ескорту великого конвою PQ 16, який супроводжував 35 транспортних суден (21 американське, 4 радянські, 8 британських, 1 голландське та одне під панамським прапором) до Мурманська від берегів Ісландії зі стратегічними вантажами і військовою технікою з США, Канади і Великої Британії. Його супроводжували 17 ескортних кораблів союзників, до острова Ведмежий конвой прикривала ескадра з 4 крейсерів і 3 есмінців.
Попри атакам німецького підводного човна U-703, повітряним нападам бомбардувальників He 111 та Ju 88 бомбардувальних ескадр I./KG 26 і KG 30 конвой, втратив сім суден і ще одне повернуло назад на початку походу, дістався свого місця призначення.

## Перелік затоплених «Сівулф» суден у бойових походах
| №                                                       | Дата           | Назва | Тип                | Належність  | Водотоннажність (брт) | Вантаж | Конвой | Результат та координати                                                | Наслідки атаки для екіпажу | Прим. |
| ------------------------------------------------------- | -------------- | ----- | ------------------ | ----------- | --------------------- | ------ | ------ | ---------------------------------------------------------------------- | -------------------------- | ----- |
| Дев'ятий похід (7.04—26.04.1940, 19 діб; Росайт—Гарідж) |                |       |                    |             |                       |        |        |                                                                        |                            |       |
| 1                                                       | 18 квітня 1940 | Hamm  | суховантажне судно | Третій Рейх | 5 874                 | вантаж |        | потоплений 58°09′ пн. ш. 10°32′ сх. д. / 58.150° пн. ш. 10.533° сх. д. |                            |       |